# 东北电力大学
东北电力大学（英語：Northeast Electric Power University），简称“东电（NEEPU）”，位于中国吉林省吉林市船营区长春路169号。入选教育部“卓越工程师教育培养计划”、首批“中西部高校基础能力建设工程”重点建设高校。2016年加盟“全球能源互联网发展合作组织”，同年发起加入“中国智能量测产业技术创新战略联盟”，中国电力高校联盟成员。学校为首批国家级工程实践教育中心建设单位，全国社会体育人才培训和科研基地，国家大学生文化素质教育基地。
东北电力大学创建于1949年，前身是沈阳电机高级职业学校，是新中国创办的第一所电力工科学校。1955年，学校由长春迁至吉林市。1958年升格为本科高等院校，定名为吉林电力学院，1978年更名为东北电力学院。学校原隶属于国家电力公司（前电力工业部、能源部），2000年起，实行“中央与地方共建，以地方管理为主”的管理模式，划归吉林省领导。2005年学校更名为东北电力大学。
学校是全国首批硕士学位授权单位，具有博士学位授予权、硕士研究生推免权，形成了以电力特色为主，多学科交叉融合的学科体系。截至2016年1月，学校共有15个教学院系，43个本科专业，教职工1402人，各类全日制在校生近19000人。

## 历史沿革

### 概述
东北电力大学创建于1949年，前身是沈阳电机高级职业学校，是新中国创办的第一所电力工科学校。1955年，学校由长春迁至吉林市。1958年升格为本科高等院校，定名为吉林电力学院，1978年更名为东北电力学院。学校原隶属于国家电力公司（前电力工业部、能源部），2000年起，实行“中央与地方共建，以地方管理为主”的管理模式，划归吉林省领导。

### 校史历程
1949年6月：沈阳电机高级职业学校建校，隶属东北电业管理总局
1949年8月：学校迁址长春，更名为长春电机高级职业学校，隶属东北电业管理总局，是中华人民共和国创办的第一所电力工科学校，校方官方的建校时间是1949年9月9日
1950年3月：隶属于东北电力管理局
1952年5月：更名为长春电业技术学校
1953年7月：更名为长春电力工业学校
1954年6月：更名为长春电力学校，隶属于燃料工业部
1955年9月：学校由长春市迁至吉林市，更名为吉林电力学校，隶属于电力工业部，定址于原长白师范学院（吉林大学前身）
1958年2月：隶属于水利电力部
1958年8月：提升为本科高等院校，更名为吉林电力学院
1978年9月：更名为东北电力学院
1988年：隶属于能源部
1993年：隶属于电力工业部
1997年：隶属于国家电力公司
2000年：实行中央与地方共建，以吉林省管理为主
2005年12月：更名为东北电力大学，为国家“卓越工程师教育培养计划”高校
2012年：入选国家首批“中西部高校基础能力建设工程”，成为国家重点建设的中西部百所高校之一
2013年：经国务院学位委员会第三十次会议审批通过，正式批准学校为博士学位授予单位

## 校标

### 元素选择
选择“石头楼”作为标志设计核心元素，缘起因素如下：
（1）“石头楼”为著名建筑大师梁思成先生设计。
（2）“石头楼”建于1929年，为国家级重点文物保护单位。
（3）“石头楼”具有地标性意义，极具历史价值、文化价值、建筑价值。

### 标志释义
1、选择正圆为标志的基本造型，寓意圆满、周全、完备……
2、将“石头楼”置于标志视觉中心，配以“1949”字样，隐喻东电继往开来的厚重历史。
3、“1949”下方弧线设计，沿弧形轨迹组合，浑然一体，做映衬数字之用。
4、内圆四周设计弧线，其意如下：
（1）粗细不一的弧线，向外扩散，象征东北电力大学蓬勃发展的美好愿景。
（2）弧线定位有序，有如光圈，与内圆及相关元素有机组合，营造出“镜头聚焦”之感。
（3）弧线打破正圆的凝滞，丰富了标志的体量，赋予标志强力的驱动感。
5、中文“东北电力大学”两侧弧形设计，使标志极具立体感，强化中文。

### 文字选择
1、以中文为主，英文为辅。
2、中文字体选择著名书法家欧阳中石字体。
3、英文字体以需陪衬中文为目的，缩放自如。

### 色彩选择
选择绿色为标准色，象征可持续绿色发展理念，体现学校致力于为绿色低碳能源战略提供人才和科学技术支持。

## 东北电力大学石头楼
东北电力大学石头楼（吉林大学教学楼旧址）为全国重点文物保护单位，类型为近现代重要史迹及代表性建筑，公布时间为2013年5月。该文物保护单位由东北电力大学管理。东北电力大学石头楼的历史年代为民国时期。
吉林省第一所大学――吉林省立大学旧址，坐落在吉林市船营区长春路169号（现为东北电力大学）。因为楼体墙壁均为石筑，故人们称之为“石头楼”，这是吉林省的第一所高等学府。
石头楼是我国著名建筑大师梁思成在美国宾西法尼亚大学建筑系毕业 回国之后设计的第一件作品。这一点是吉林市文物处文物调研员于海民在查阅梁的建筑学著作时发现的。石头楼现已被《中国现代美术全集》《中国建筑史图说》多部权威著作收录。在东北电力学院，石头楼甚至有某种象征性的意义，它是学校的核心。校领导的办公室就在石头楼的主楼。
石头楼始建于1929年，1931年建成。80多年过去了，石头楼虽然经历了不同历史时期的不同命运，但是仍保存完好。东北电力大学几代人的细心呵护，使这座近代建筑史上的杰作保存了原有的风貌，让后人能够亲眼目睹中国近代建筑史的不朽之作，领略梁思成先生的设计风采。石头楼的意义远远超过了建筑的本身。另外，这个吉林市乃至吉林省第一所高等学府所包含的历史信息，更使这石头楼具有了标志性的意义。

## 知名校友

### 两院院士
- 柴天佑
- 黄其励
- 金红光

### 大学和科研机构
(部分校友)
- 穆钢  东北电力大学原校长
- 倪明江 浙江大学常务副校长
- 蔡国伟  东北电力大学校长
- 李国庆 东北电力大学党委书记
- 李少华 大唐电力科学技术研究院党委书记
- 张连斌 东北电力大学原党委书记
- 洪源渤 长沙理工大学副校长
- 魏兆龙 郑州电力专科学校校长
- 陈哲   丹麦奥尔堡大学教授
- 韩学山  山东大学电气学院院长
- 纪延超   哈工大电气学院教授